# Сигель, Пьетро
Пьетро Сигель (итал. Pietro Sighel; род. 15 июля 1999 года в Тренто, Италия) — итальянский шорт-трекист. Серебряный и бронзовый призёр зимних Олимпийских игр 2022 года, чемпион мира и 10-кратный призёр чемпионата мира, 6-кратный чемпион Европы и 5-кратный призёр чемпионатов Европы по шорт-треку. Выступает за "G.S. Fiamme Gialle" (Рим).

## Спортивная карьера
Пьетро Сигель начал кататься на коньках, в возрасте 4-х лет вместе со своей сестрой Арианной Сигель на замёрзшем озере Серрайя в коммуне Базельга-ди-Пине под руководством его отца Роберто Сигеля, участника пяти Олимпийских игр с 1988 по 2002 года. Его дед Марио также участвовал в соревнованиях по конькобежному спорту на национальном уровне в Италии в 1950-х и 1960-х годах.
С 2004 года он участвовал уже на первых детских национальных соревнованиях по конькобежному спорту, а в январе 2011 года занял 3-е место в многоборье на чемпионате Италии среди юниоров. Через год стал 3-м в спринте. Параллельно он стажировался в шорт-треке. В январе 2017 года Сигель выиграл юниорский чемпионат Италии в масс-старте и стал вторым в многоборье и спринте, в том же месяце впервые участвовал на юниорском чемпионате мира по шорт-треку в Инсбруке и занял 6-е место в составе эстафеты, а в октябре 2017 года выиграл Кубок Италии. 
В 18 лет он получает серьезную травму: во время гонки в 2017 году сломанный перелом большеберцовой и малоберцовой костей заставляет его на год остановиться. В сезоне 2018/19 в Дрездене впервые стартовал на Кубке мира по шорт-треку, заняв 34 — е место на дистанции 500 м, 23-е место на дистанции 1000 м и 15-е место в смешанной эстафете. В январе 2019 года на юниорском чемпионате мира в Монреале он завоевал бронзовую медаль на дистанции 500 и 1500 метров соответственно, а в феврале занял 5-е место в командном спринте на чемпионате мира по конькобежному спорту среди юниоров в Солт-Лейк-Сити.
Его лучшим местом в следующем сезоне в одиночном разряде Кубка мира было 11-е место в Дордрехте на дистанции 500 м и в эстафете на этапе в Монреале 5-е место. В январе 2021 года Сигель выиграл серебряные медали чемпионата Европы в Гданьске на дистанции 500 м, в многоборье и эстафете, а в марте на чемпионате мира в Дордрехте выиграл бронзовые медали на дистанции 500 м, 1000 м, в эстафете и занял 7-е место в общем зачёте.
В июле 2021 года он был награждён Золотым кристаллом как спортсмен года по ледовым видам спорта, организованном газетой La Gazzetta dello Sport, Итальянской федерацией ледовых видов спорта и Итальянской федерацией зимних видов спорта. В сезоне 2021/2022 он стартовал в октябре на Кубке мира в Пекине, где занял 4-е места в обоих эстафетах, а в личной гонке занял лучшее 9-е место в беге на 500 м. В ноябре на этапе в Дордрехте поднялся на 3-е место в беге на 1000 м.
На XXIV зимних Олимпийских играх в феврале 2022 года в Пекине, в первый день соревнований 5 февраля 2022 года в составе смешанной эстафетной команды завоевал серебряную олимпийскую медаль. В смешанной эстафете вместе с командой он завоевал серебряную медаль. 30 октября 2022 года Сигель занял 3-е место в забеге на 500 м на этапе Кубка мира в Монреале, а через неделю и в Солт-Лейк-Сити. В январе 2023 года на чемпионате Европы в Гданьске Пьетро выиграл золотую медаль на той же 500-метровке, а также серебряную в мужской эстафете и бронзовую в смешанной эстафете. В беге на 1000 м стал 4-м. 
В феврале на Кубке мира в Дрездене взял золото в смешанной эстафете и серебро в забеге на 1500 м, а в марте на чемпионате мира в Сеуле стал чемпионом мира на своей дистанции 500 м, выиграл серебряную медаль на 1500 м и в мужской эстафете и бронзовую в смешанной эстафете. В сезоне 2023/24 он стал бронзовым призёром в беге на 1000 м и в смешанной эстафете. 13 и 14 января 2024 года на чемпионате Европы в Гданьске ему не было равных на дистанциях 500, 1000 и 1500 м. Ну и в конце сезона на чемпионате мира в Роттердаме Пьетро стал серебряным призёром в забеге на 1000 м и в смешанной эстафете. На 500-метровке занял 5-е место.